# Favelas no Brasil

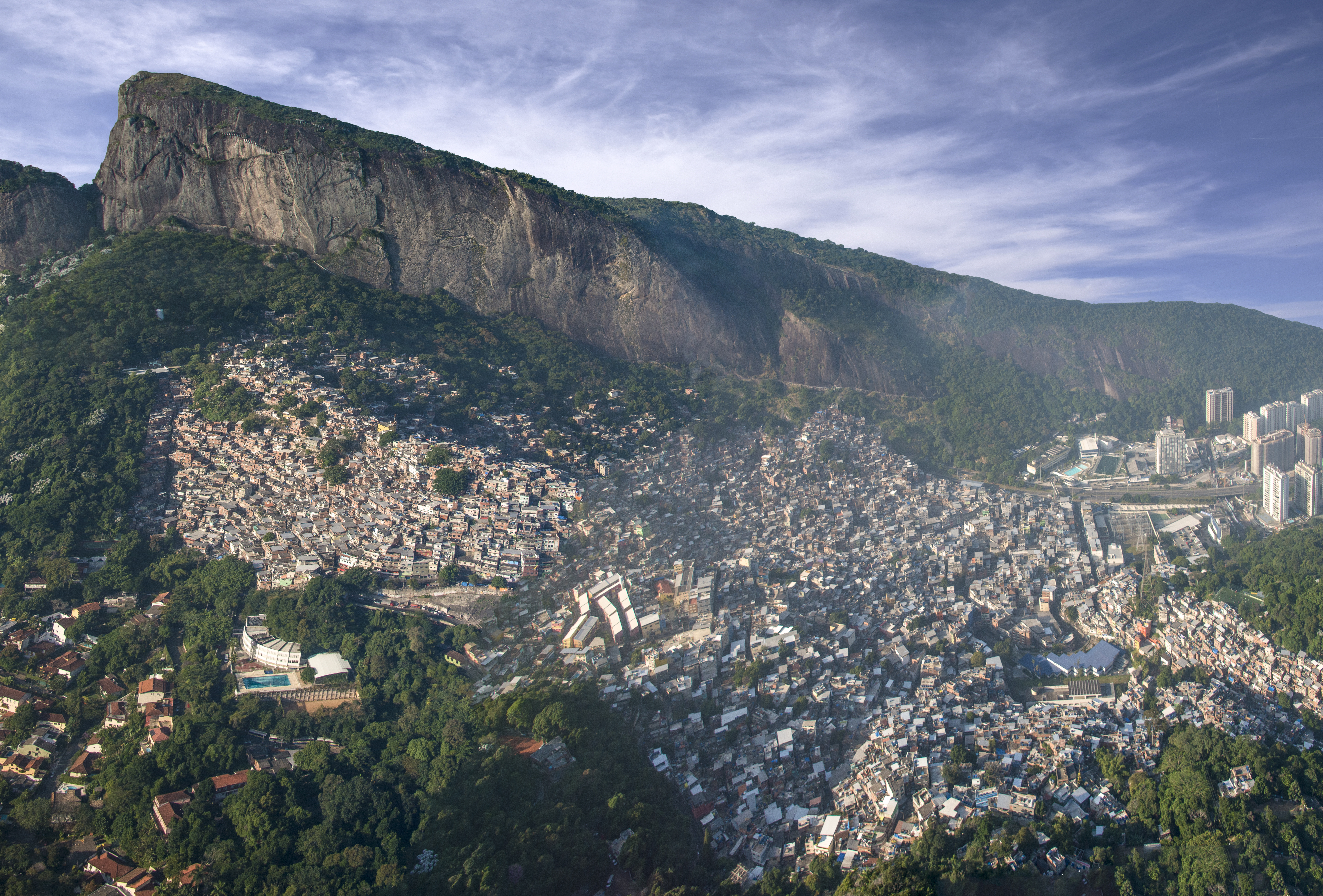
Rocinha, no Rio de Janeiro, a favela mais populosa do Brasil, com mais de 70 mil habitantes

As favelas no Brasil são uma consequência da alta desigualdade econômica e do grande déficit habitacional no país. O rápido êxodo rural para o espaço urbano em busca de trabalho, que normalmente não é bem remunerado, aliada à histórica inabilidade do poder público brasileiro em criar políticas habitacionais suficientes e adequadas, são fatores que levaram ao surgimento dos domicílios em favelas.
No final do século XIX, os primeiros assentamentos eram chamados de "bairros africanos". Estes eram os lugares onde ex-escravos sem terras e sem opções de trabalho iam morar. Mesmo antes da primeira "favela" passar a existir, os cidadãos pobres eram afastados do centro da cidade e forçado a viver em distantes subúrbios. No entanto, as favelas mais modernas apareceram na década de 1970, quando muitas pessoas deixaram as áreas rurais do Brasil e mudaram-se para as cidades. Sem encontrar um lugar para viver, muitas pessoas acabaram morando em periferias.
De acordo com o Censo 2022 do IBGE, a população em favelas no Brasil aumentou para 16,4 milhões de pessoas, representando 8,1% da população. Em 2010, eram 11,4 milhões, ou 6%. O número de favelas também cresceu, passando de 6.329 em 323 municípios para 12.348 em 656 municípios, aumento que é parcialmente atribuído a melhorias na coleta de dados. A Região Norte tem a maior concentração de moradores de favelas (19%), com destaque para Amazonas, Amapá e Pará, onde cidades como Belém e Manaus possuem mais da metade de sua população morando em comunidades informais.
Nacionalmente, as cidades de São Paulo e Rio de Janeiro concentram a maior quantidade de pessoas morando em favelas em números absolutos. A Rocinha, no Rio, é a maior favela do país, seguida pela Sol Nascente (DF) e Paraisópolis (SP). A maioria das favelas possui até 500 domicílios, é próxima das capitais e abriga, em média, 2,9 moradores por casa. Cerca de 93,3% dos lares em favelas são casas, e 76% têm coleta de lixo por serviço de limpeza, com 20,7% coletando por caçambas. As favelas possuem maior quantidade de templos religiosos e menos unidades de saúde e educação que a média nacional.

## Etimologia
A origem do termo "favela" encontra-se no episódio histórico conhecido por Guerra de Canudos. A cidadela de Canudos foi construída junto a alguns morros, entre eles o Morro da Favela, assim batizado em virtude da planta Cnidoscolus quercifolius (popularmente chamada de favela) que encobria a região. Alguns dos soldados que foram para a guerra, ao regressarem ao Rio de Janeiro em 1897, deixaram de receber o soldo, instalando-se em construções provisórias erigidas sobre o Morro da Providência. O local passou então a ser designado popularmente Morro da Favela, em referência à "favela" original. O nome favela ficou conhecido e na década de 1920, as habitações improvisadas, sem infraestrutura, que ocupavam os morros passaram a ser chamadas de favelas.
O termo "aglomerado subnormal", antes conhecido como Zonas Especiais de Interesse Social, passou a ser utilizado pelo IBGE desde 2010, para designar um conjunto constituído por no mínimo 51 unidades habitacionais (barracos, casas, etc.), ocupando ou tendo ocupado até período recente, terreno de propriedade alheia (pública ou particular), dispostas, em geral, de forma desordenada e densa; carentes, em sua maioria, de serviços públicos e essenciais.
De acordo com o IBGE, aglomerados subnormais podem se enquadrar, observados os critérios de padrões de urbanização e/ou de precariedade de serviços públicos essenciais, nas seguintes categorias: invasão, loteamento irregular ou clandestino, e áreas invadidas e loteamentos irregulares e clandestinos regularizados em período recente.

## História

### Século XIX

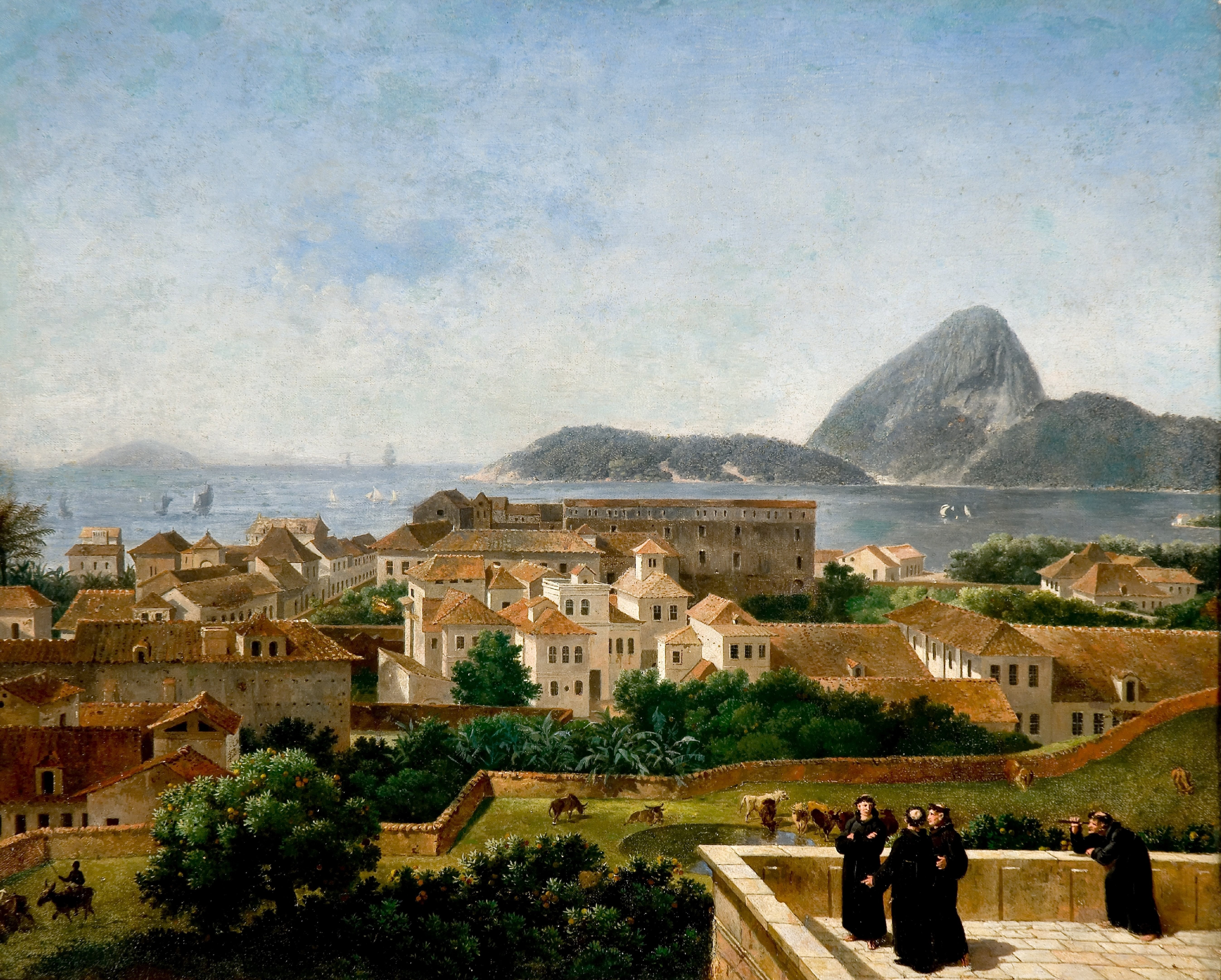
Vista do alto do Morro de Santo Antônio, por Nicolas-Antoine Taunay (c. 1816). Acredita-se que nesse morro, em 1897, tenha surgido a primeira favela do país.

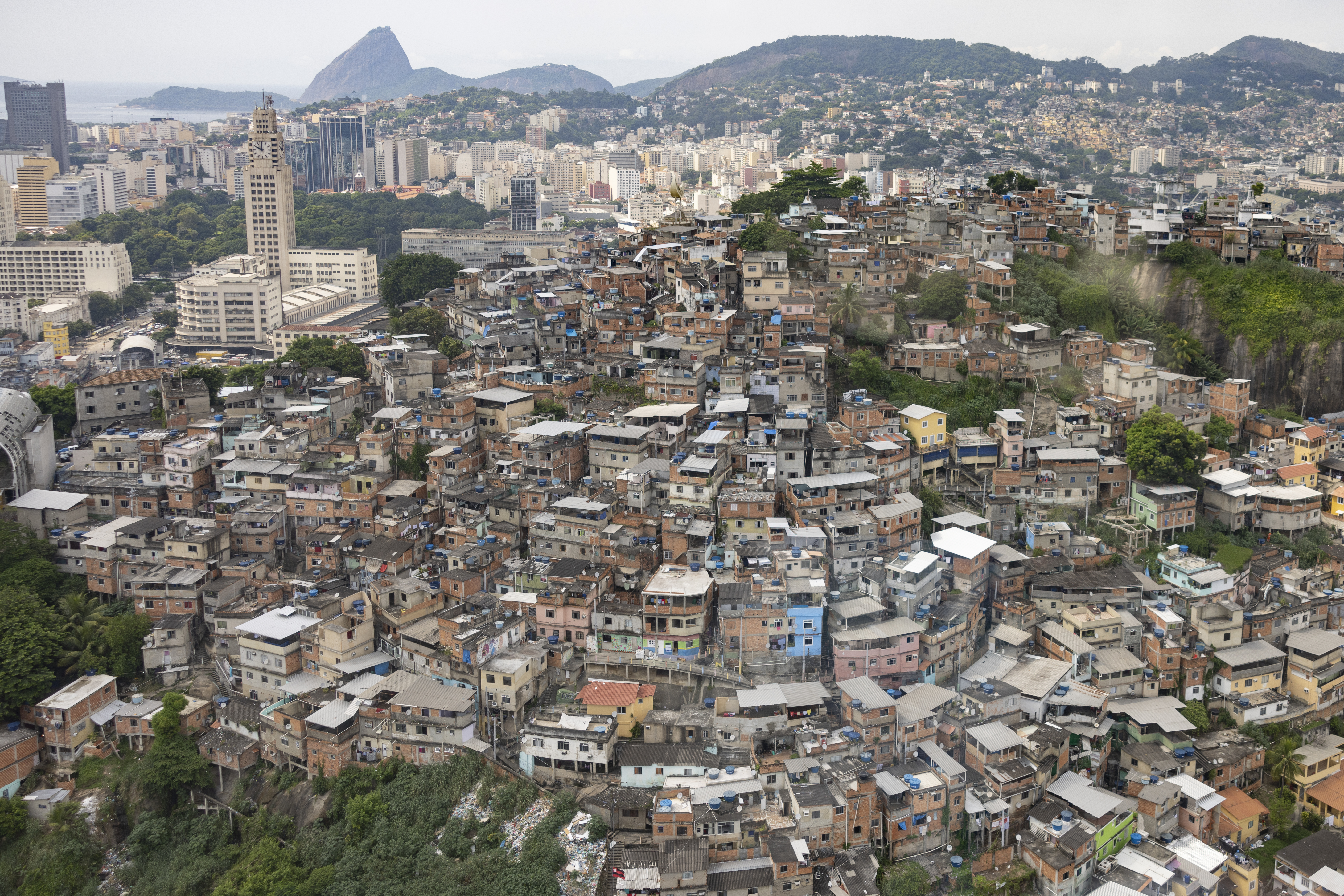
Morro da Providência, a favela mais antiga do Brasil.

As favelas tiveram origem na cidade do Rio de Janeiro em meados do século XIX. Transformações sociais desencadeadas por fenômenos como a decadência da produção cafeeira no Vale do Paraíba, doenças como a febre amarela, a abolição da escravidão e o início do desenvolvimento industrial no país, trouxeram muitos ex-escravos e europeus, especialmente portugueses, para a então capital do Brasil. O grande crescimento demográfico da cidade inchou sua área central, que tradicionalmente concentrava vários cortiços. O então prefeito da cidade, Cândido Barata Ribeiro, iniciou a perseguição a esse tipo de moradia, o que culminou, em 1893,  na demolição do cortiço "Cabeça de Porco". Todo o processo de despejo desalojou cerca de 2 mil pessoas e um grupo de ex-moradores do cortiço conseguiu permissão para construir suas casas no Morro da Providência. Outro grupo de soldados que lutaram contra a Revolta da Armada recebeu permissão para construir moradias sobre o Morro de Santo Antônio, dando início aos primeiros aglomerados que mais tarde seriam chamados de "favelas".
Em 1897, cerca de 20 mil soldados que haviam retornado ao Rio de Janeiro após a Guerra de Canudos, na província oriental da Bahia, começaram a morar no já habitado Morro da Providência. Durante o conflito, a tropa governista havia se alojado na região próxima a um morro chamado "Favela", o nome de uma planta resistente da família Euphorbiaceae, que causava irritação quando entrava em contato com a pele humana e que era comum na região. A planta era da espécie Cnidoscolus quercifolius, chamada de árvore "faveleira". Por ter abrigado pessoas que haviam lutado naquele conflito, o Morro da Providência recebeu o apelido de "Morro da Favela". O nome tornou-se popular e, a partir da década de 1920, os morros cobertos por barracos e casebres passaram a ser chamados de favelas.

### Séculos XX e XXI

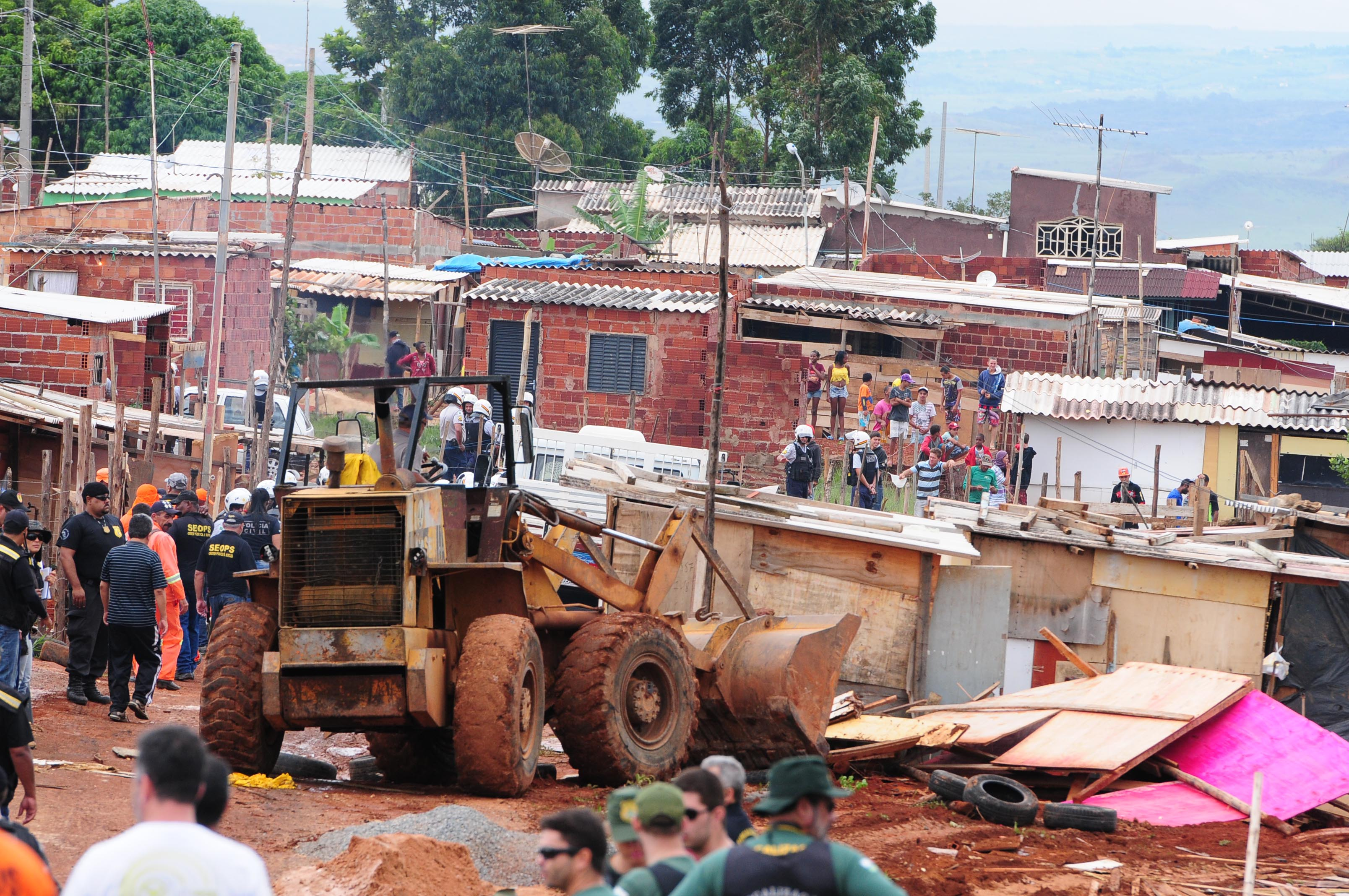
Sol Nascente, em Brasília, a segunda favela mais populosa do Brasil

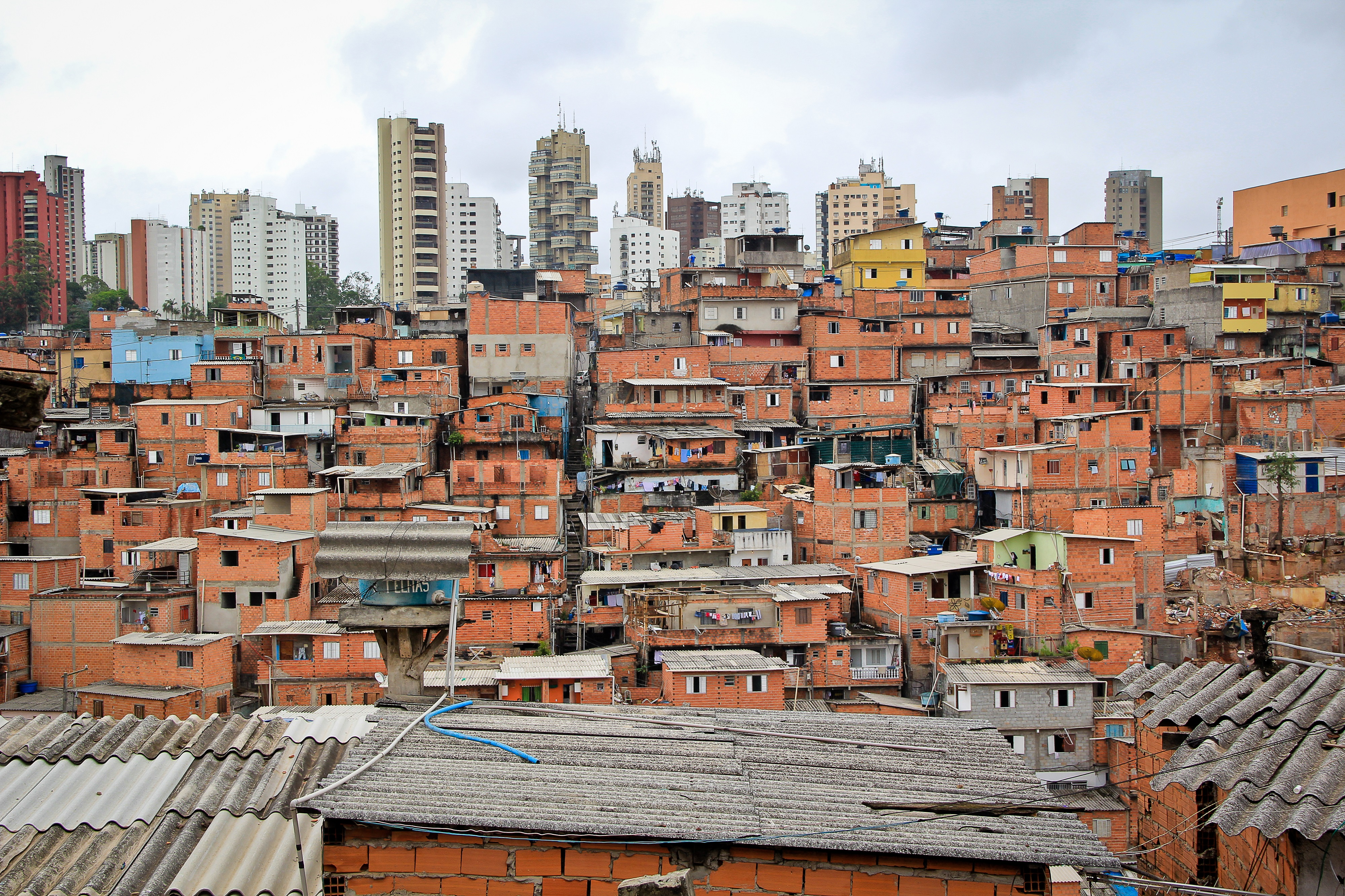
Paraisópolis, em São Paulo, a terceira favela mais populosa do Brasil

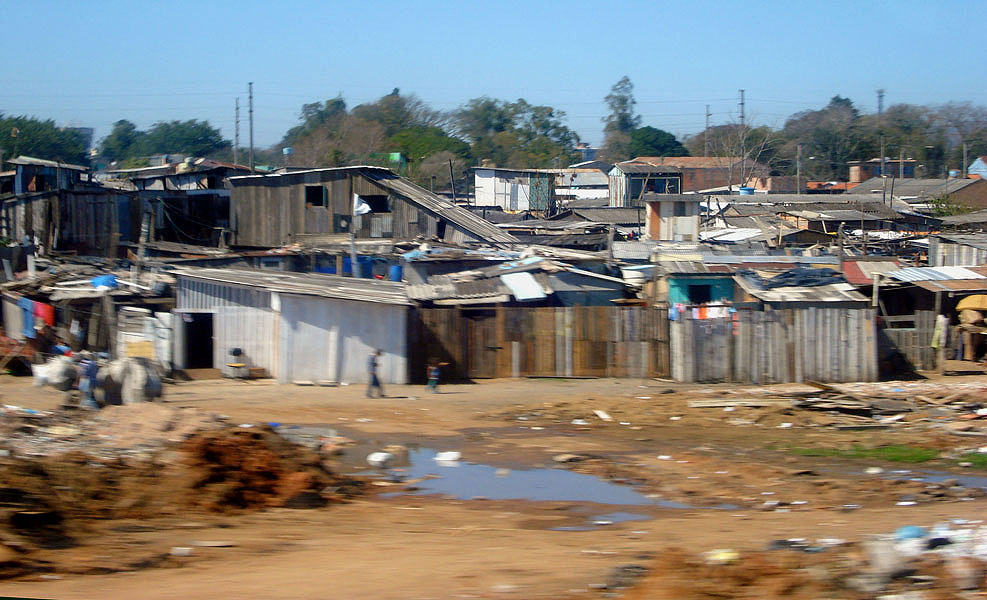
Favela em Porto Alegre, Rio Grande do Sul

As favelas se formaram antes da ocupação densa de cidades e da dominação de interesses imobiliários. A primeira favela atual foi registrada no início dos anos 1920, apesar de aglomerados semelhantes existirem desde o século XIX. A crise de habitação da década de 1940 obrigou os cidadãos mais pobres das cidades a erguer centenas de barracos nos subúrbios, quando as favelas substituíram os cortiços como o principal tipo de residência para os cariocas carentes. A era de crescimento explosivo das favelas tem início nos anos 1940, quando o processo de industrialização do governo de Getúlio Vargas levou centenas de milhares de migrantes para o Distrito Federal, até 1970, quando as favelas expandiram-se para além da área urbana do Rio e para a periferia metropolitana. A maioria das favelas atuais começou na década de 1970, quando o forte crescimento econômico brasileiro durante o Regime Militar iniciou um processo de êxodo rural de trabalhadores dos estados mais pobres do Brasil em direção a regiões mais ricas, o que formou comunidades enormes em termos populacionais. Desde que esses aglomerados foram criados, mesmo que em condições diferentes, mas com resultados finais similares, o termo favela tornou-se geralmente atribuído a qualquer área empobrecida de uma cidade.
As favelas geralmente são construídas nos subúrbios da cidade principal, de uma forma que elas passam a ser expansões da cidade. Ao longo do tempo, as comunidades em favelas frequentemente começam a formar e desenvolver um conjunto de organizações e associações sociais e religiosas com o objetivo de obter serviços como água encanada e eletricidade. Às vezes, os moradores (chamados pejorativamente de favelados) conseguem conquistar o título da terra e, em seguida, são capazes de melhorar suas moradias. Por causa da superlotação, de condições insalubres, da má nutrição e da poluição, doenças são comuns nas favelas mais pobres e as taxas de mortalidade infantil são altas.
Dados do Ministério das Cidades, apoiados nos números do Censo 2000 do Instituto Brasileiro de Geografia e Estatística (IBGE), apontam que no período entre os anos de 1991 e 2000, enquanto a taxa de crescimento domiciliar foi de 2,8%, a de domicílios em favelas foi de 4,8% ao ano. Entre 1991 e 1996 houve um aumento de 16,6% (557 mil) do número de domicílios em favelas; entre 1991 e 2000 o aumento foi de 22,5% (717 mil).
Segundo dados de 2005 da UN-HABITAT, uma agência da Organização das Nações Unidas (ONU), 26,4% da população urbana brasileira vivia em favelas. Em 2006, um relatório divulgado pela ONU apontou uma estimativa de que o Brasil terá cerca de 55 milhões de pessoas morando em favelas em 2020, o que equivaleria a 25% da população do país. No entanto, apesar do alto número de pessoas, o crescimento das favelas no Brasil é apontado pela organização como praticamente estável, em 0,34% ao ano. Além disso, o percentual da população que vive em favelas vem diminuindo ao longo dos anos.
No entanto, outro relatório das Nações Unidas, divulgado em 2010, relativo aos dez anos anteriores, apontou que o Brasil reduziu sua população favelizada em 16% nesse período, o que representa que cerca de 10,4 milhões de pessoas deixaram de morar em favelas no período pesquisado. A população favelada brasileira caiu de 31,5% para 26,4% da população urbana do país. Entre todos os países que foram pesquisados pela ONU, apenas China, Índia e Indonésia tiveram desempenho melhor que o do Brasil na redução no número de pessoas que moram em favelas.

## Demografia

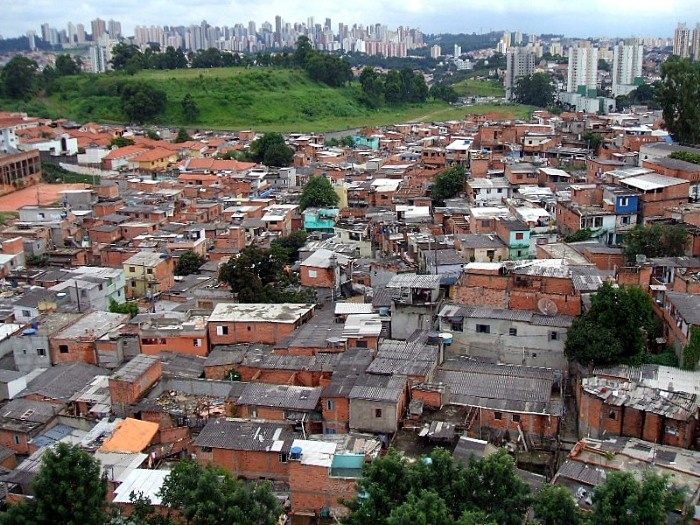
Favela Jaqueline, em São Paulo

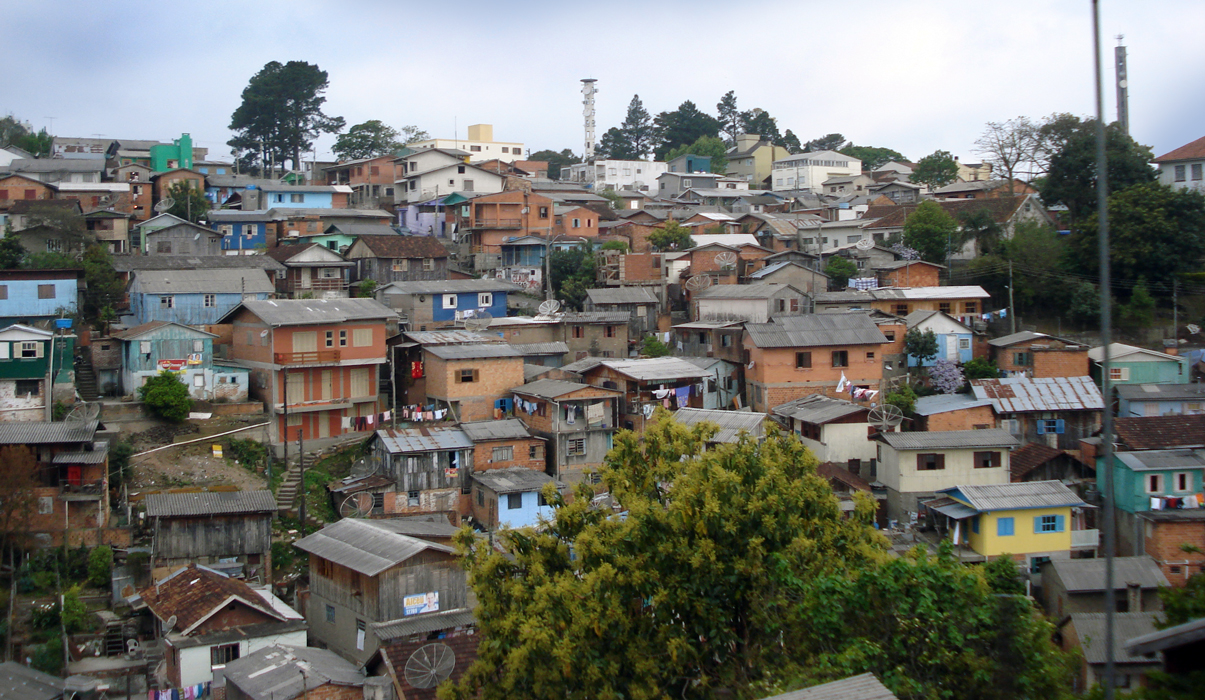
Favela no bairro Jardelino Ramos, em Caxias do Sul, Rio Grande do Sul

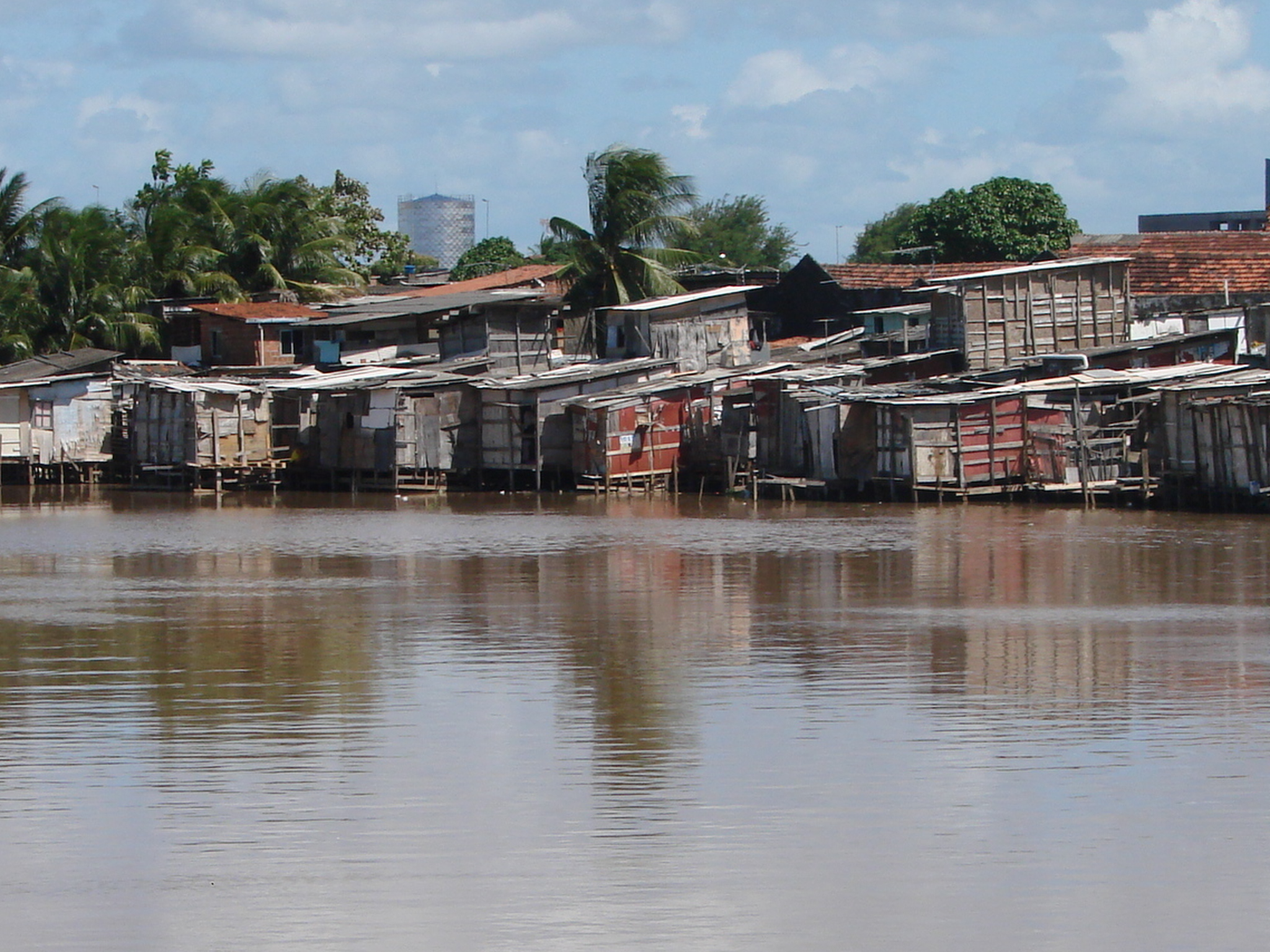
Favela em Recife, Pernambuco

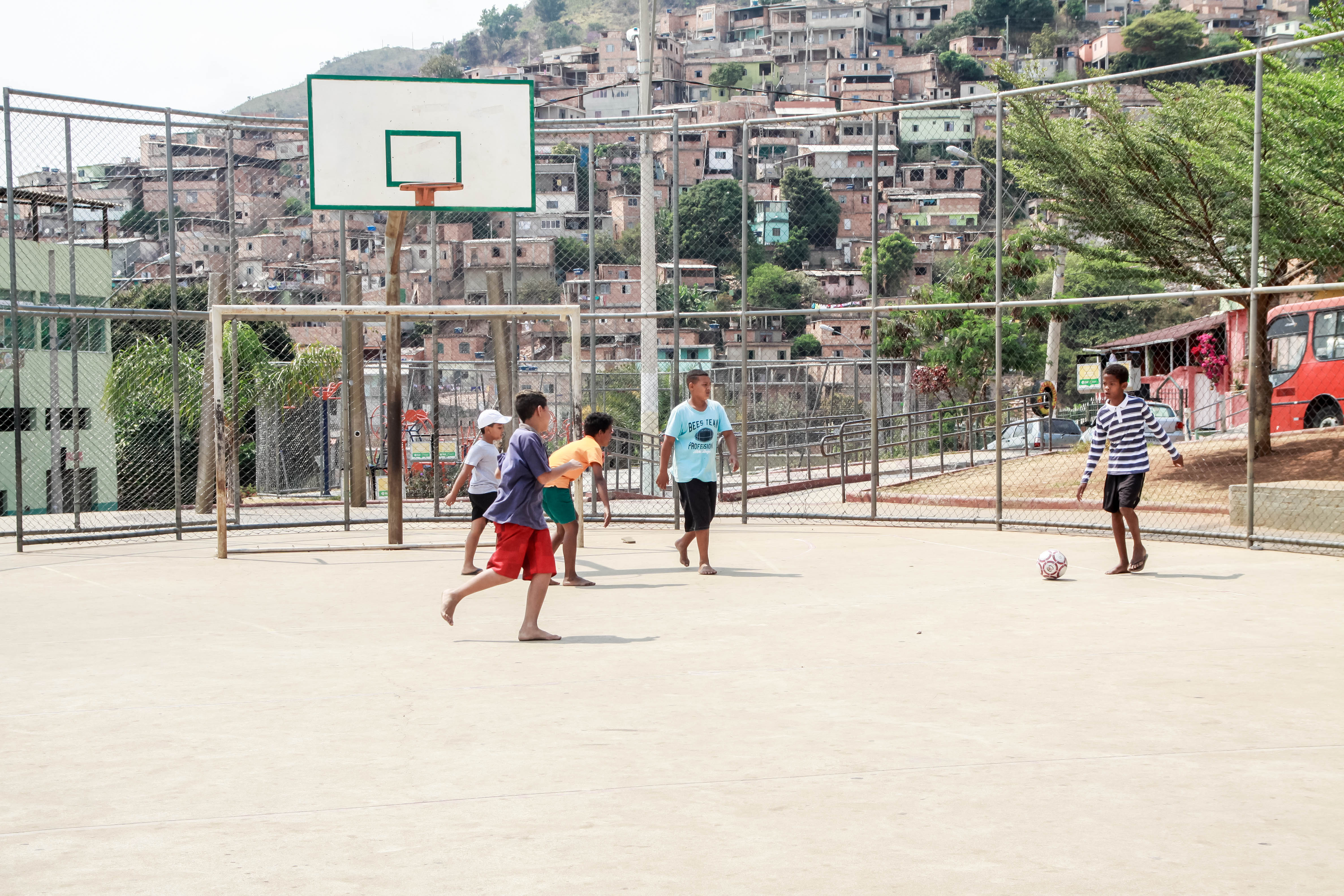
Aglomerado da Serra, em Belo Horizonte, a maior favela de Minas Gerais

O Censo demográfico de 2022, conduzido pelo Instituto Brasileiro de Geografia e Estatística (IBGE), revelou um crescimento significativo da população em favelas no Brasil. Segundo os dados divulgados, 16,4 milhões de pessoas, ou 8,1% dos brasileiros, vivem em áreas classificadas como favelas. Esse número aumentou em relação ao Censo de 2010, quando 11,4 milhões de pessoas (6% da população) viviam nessas áreas. O número de favelas também cresceu de 6.329, distribuídas em 323 municípios em 2010, para 12.348 em 656 municípios em 2022. Parte desse aumento pode ser atribuído a melhorias nos métodos de coleta de dados, especialmente em áreas de menor extensão. Nas favelas, a maioria da população é composta por pessoas pretas e pardas: os pretos representam 16,1%; e os pardos, 56,8%. Somados alcançam 72,9%. Por outro lado, os brancos, correspondem por apenas 26,6% dos moradores de favelas.
A Região Norte do Brasil apresenta a maior proporção de sua população vivendo em favelas, com 18,9%. Em seguida estão o Nordeste (8,5%), Sudeste (8,4%), Sul (3,2%) e Centro-Oeste (2,4%). Em estados como Amazonas, Amapá e Pará, as porcentagens são ainda maiores, com destaque para algumas cidades, como Vitória do Jari (AP) com 69,2% de sua população em favelas, Ananindeua (PA) com 60,2% e Manaus (AM) com 55,8%. De acordo com Letícia de Carvalho, pesquisadora do IBGE, a urbanização na Região Norte ocorreu sem uma base produtiva consolidada, o que impulsionou a concentração populacional em algumas áreas.
Apesar da alta proporção no Norte, os estados mais populosos – São Paulo e Rio de Janeiro – concentram os maiores números absolutos de habitantes em favelas, com 3,6 milhões e 2,1 milhões de pessoas, respectivamente. Entre as maiores favelas do Brasil estão a Rocinha, no Rio de Janeiro, com 72.021 moradores; Sol Nascente, no Distrito Federal, ocupa a segunda posição com 70.908 habitantes; e Paraisópolis, em São Paulo, registrou crescimento expressivo, passando da oitava posição em 2010 para a terceira maior favela do país, com 58 mil moradores.

### Religião
Existem várias tradições religiosas nas favelas. Historicamente, nas favelas da cidade do Rio de Janeiro, a umbanda e o candomblé são as religiões mais proeminentes nas favelas, mas nas últimas décadas houve uma mudança em direção ao evangelicalismo, incluindo o pentecostalismo. Embora tenha havido um aumento no número de convertidos ao evangelicalismo, também há um número crescente de pessoas que afirmam não ser religiosas.
Segundo o Censo de 2022, as favelas têm uma maior proporção de estabelecimentos religiosos em comparação com a média nacional. Dos 958.251 estabelecimentos em favelas, 50.934 (5,3%) são religiosos, em contraste com 2,8% no restante do país.

### Infraestrutura

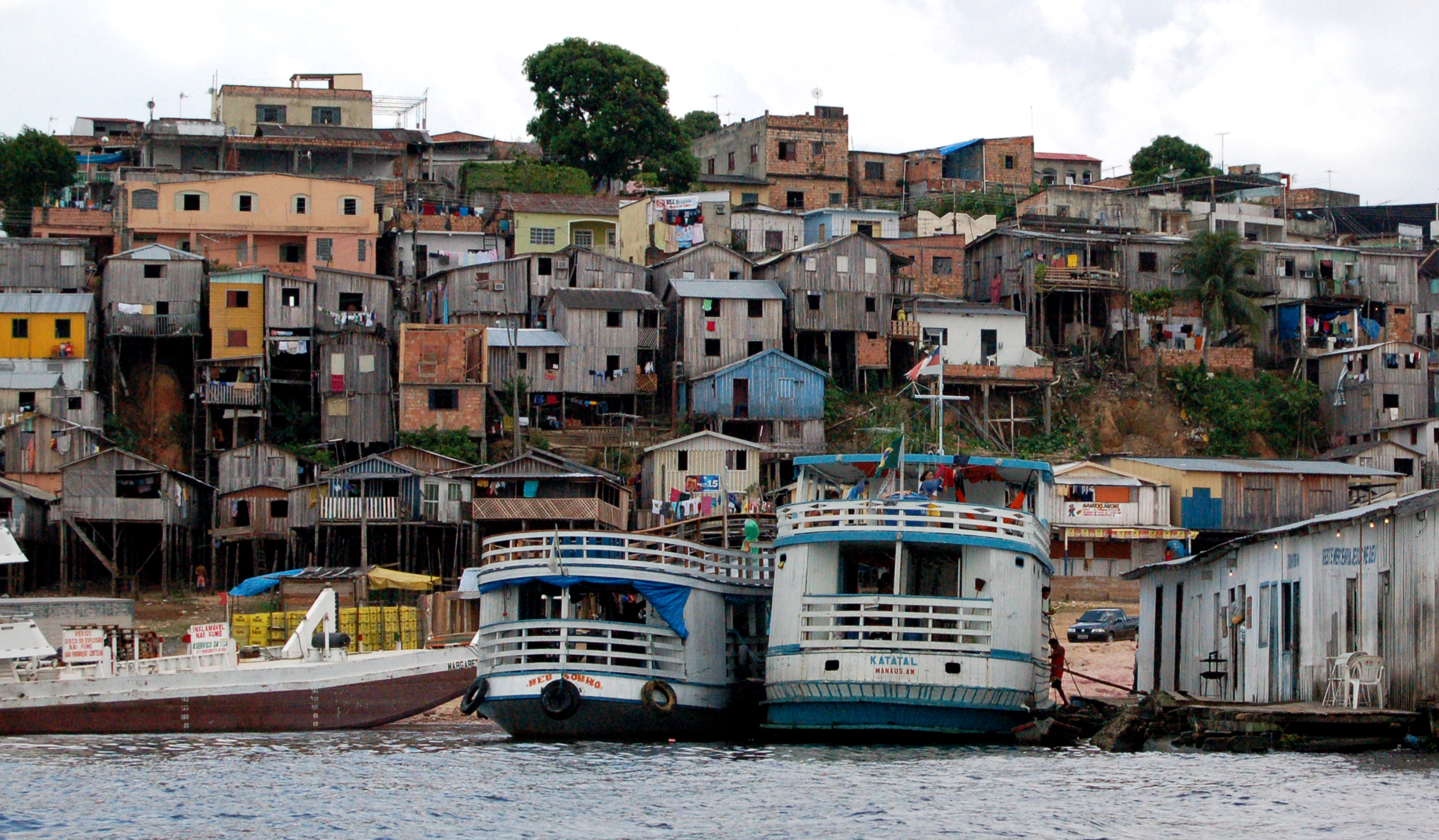
Favela em Manaus, onde cerca de metade da população vive em favelas

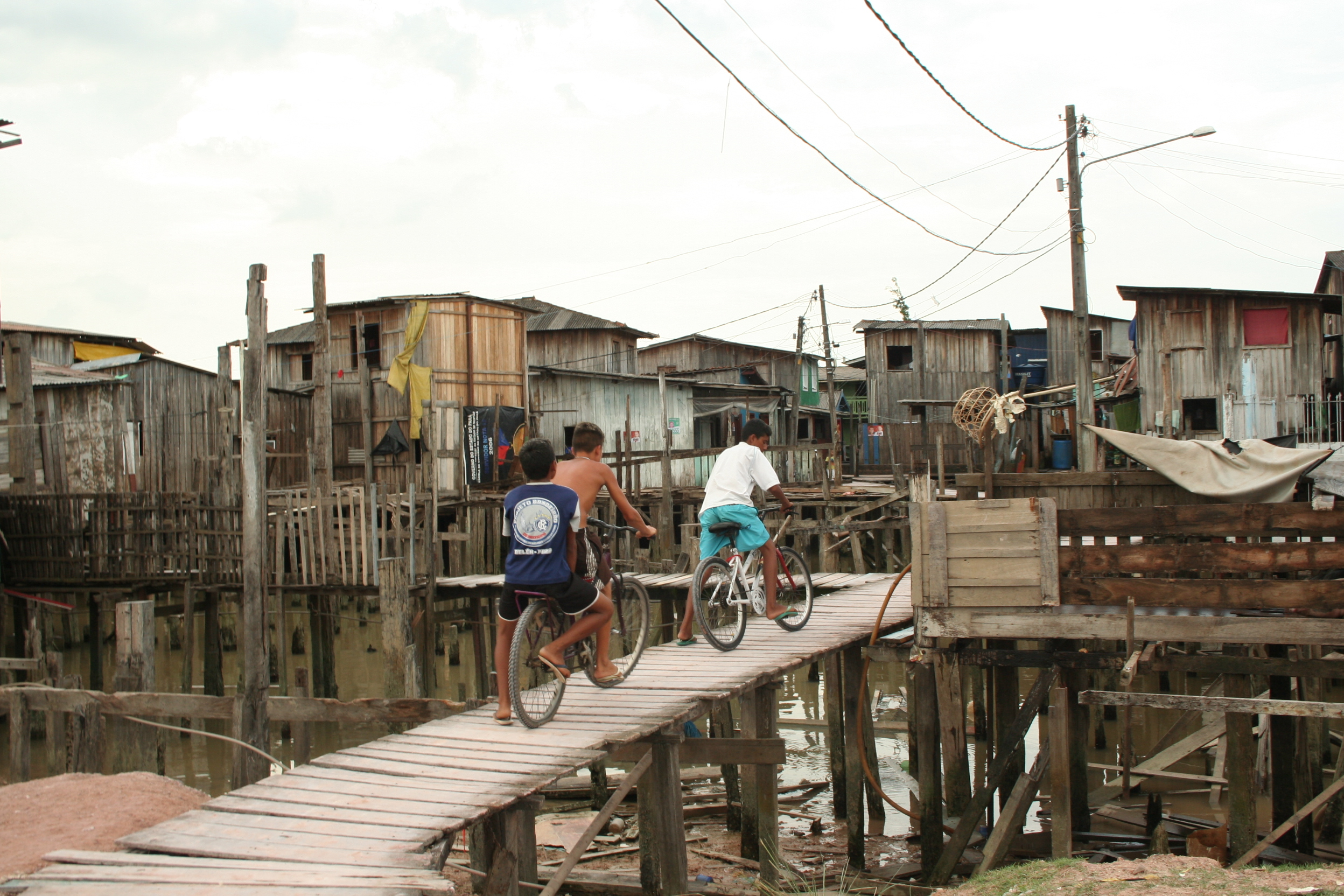
Favela Vila da Barca, em Belém, Pará

Os dados do Censo 2022 revelaram que a maioria das favelas brasileiras (72,5%) possui até 500 domicílios e está localizada nas proximidades das capitais estaduais. Em média, cada domicílio em favela abriga 2,9 pessoas, número semelhante ao restante do país. Aproximadamente 93,3% dos domicílios em favelas são casas. 86,4% dos domicílios nas favelas estão ligados à rede geral de abastecimento de água, e 95,9% contam com canalização de água interna. No entanto, apenas 76% dos domicílios em favelas possuem coleta de lixo por serviço regular, e em 20,7% dos casos, a coleta é realizada por meio de caçambas, percentual superior ao do restante do Brasil (8,6%). Em termos de saúde, as favelas apresentam uma proporção menor de unidades de saúde (0,3% contra 1,2% no país), e as unidades educacionais também são menos presentes, representando 0,8% nas favelas e 1,3% no restante do Brasil.
As favelas brasileiras apresentam grande diversidade em termos de forma, tamanho e tipos de construção, ocupando diferentes regiões geográficas como morros, planícies, praias, manguezais e margens de rios. Segundo o IBGE, essas comunidades estão concentradas principalmente nas áreas costeiras, nas margens do Rio Amazonas e em regiões de expansão de fronteira agrícola.

### Criminalidade
O narcotráfico tem afetado o Brasil e por sua vez, suas favelas, que tendem a serem controladas por facções do crime organizado. Tiroteios frequentes entre traficantes e policiais e outros criminosos, bem como variadas atividades ilegais, levam as taxas de homicídio superiores a 40 por 100.000 habitantes na cidade do Rio de Janeiro e a taxas muito mais elevadas em algumas favelas cariocas.
O uso de drogas é altamente concentrado nessas áreas administradas por gangues locais em cada favela altamente populosa. As vendas de drogas são desenfreadas à noite, quando muitas favelas realizam seu próprio baile, onde muitas classes sociais diferentes podem ser encontradas. Essas vendas de drogas constituem um negócio que, em algumas das áreas ocupadas, arrecada até 150 milhões de dólares por mês.

## Economia

### Turismo

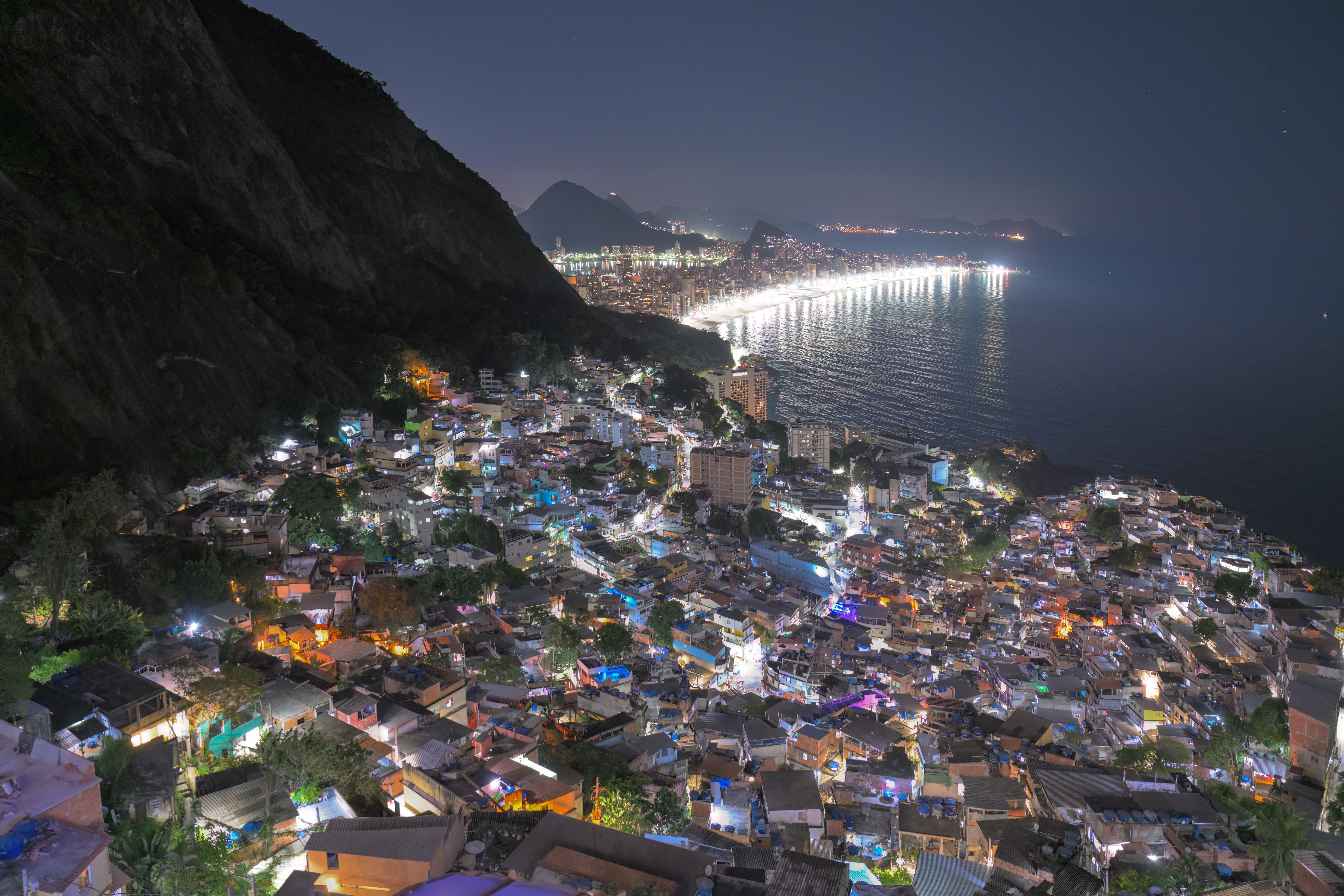
Favela do Vidigal, no Rio de Janeiro, se tornou um polo turístico nos últimos anos

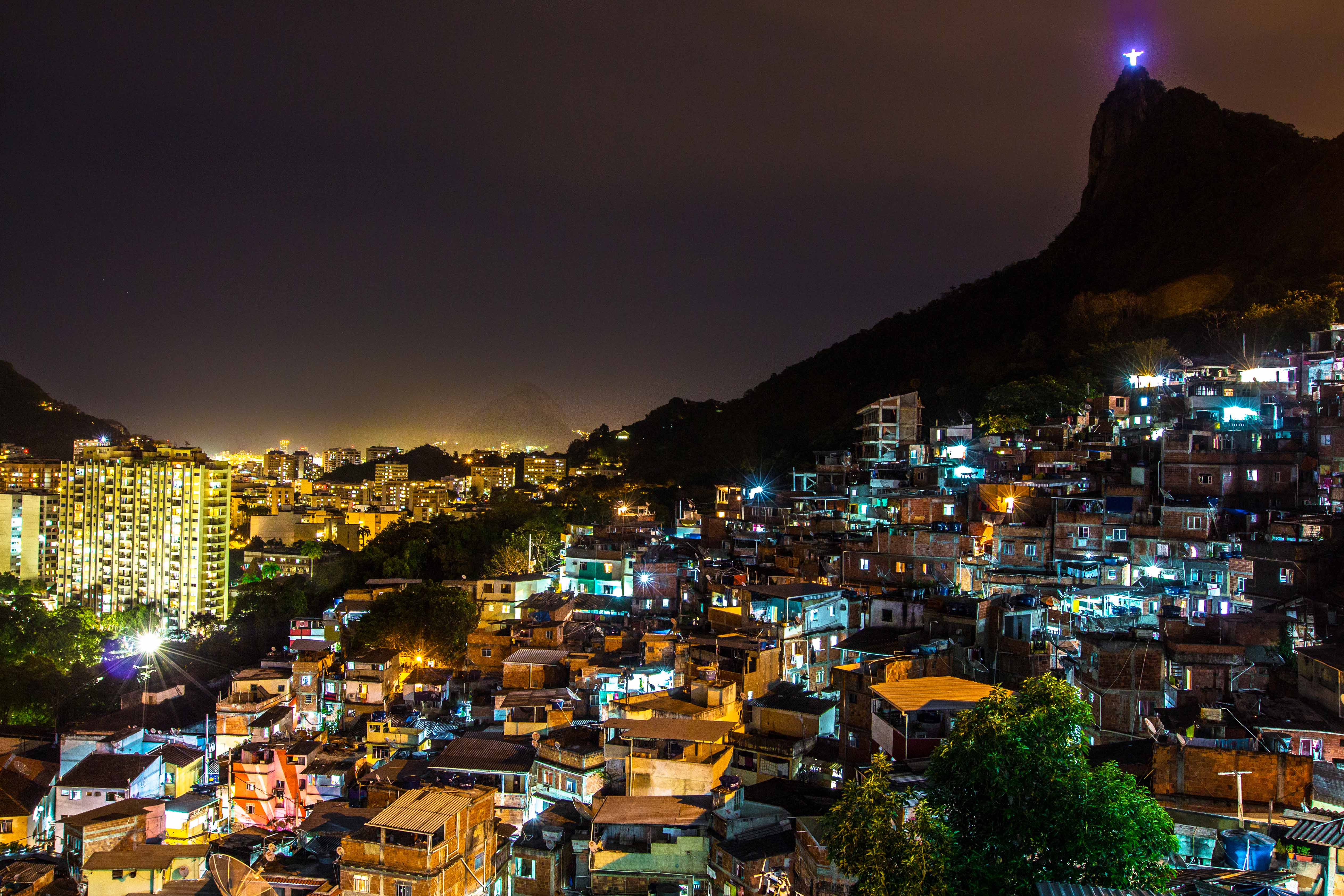
Favela Santa Marta com o Corcovado ao fundo

Desde meados da década de 1990, uma nova forma de turismo surgiu em cidades globalizadas de vários dos chamados países em desenvolvimento ou nações emergentes. Visitas às áreas mais desfavorecidas da cidade são características essenciais desta forma de turismo. É composto principalmente de visitas guiadas, comercializadas e operadas por empresas profissionais, por essas áreas desfavorecidas. Esta nova forma de turismo tem sido frequentemente referida como turismo de favela, que também pode ser observado em áreas da África do Sul e da Índia.
No Brasil, esse novo mercado crescente de turismo se desenvolveu em algumas favelas específicas, principalmente no Rio de Janeiro e em São Paulo, sendo a maior e mais visitada favela carioca da Rocinha. Este novo fenômeno turístico desenvolveu-se num segmento importante da exploração turística. Existem opiniões conflitantes sobre se o turismo em favelas é ou não uma prática ética. Esses passeios conscientizam sobre as necessidades da população carente que vive nessas favelas, ao mesmo tempo em que dão aos turistas acesso a um lado do Rio que muitas vezes fica escondido nas sombras. Os passeios são vistos como uma alternativa espetacular às principais atrações do Rio de Janeiro, como o Pão de Açúcar e o Cristo Redentor. Elas oferecem um breve retrato das comunidades das encostas do Rio, que são muito mais do que os habitats frequentemente mal representados pelos traficantes e criminosos.
O governo federal brasileiro vê o turismo em favelas com grande consideração. Em agosto de 2010, o governo de Luiz Inácio Lula da Silva iniciou um programa para implementar ainda mais o turismo na estrutura das economias das favelas. O Projeto Rio Top Tour, inaugurado em agosto de 2010, promove o turismo pelas favelas do Rio de Janeiro. Começando em Santa Marta, uma favela de aproximadamente 5 mil cariocas, a ajuda federal foi administrada para revigorar a indústria do turismo. O governo federal destinou 230 mil reais aos esforços do projeto em Santa Marta . Placas em inglês indicando a localização das atrações estão espalhadas por toda a comunidade, escolas de samba estão abertas e estações de observação foram construídas para que os turistas possam aproveitar a vista do Rio de Janeiro. Autoridades federais e estaduais estão executando estratégias de marketing e construindo estandes de informações para os visitantes. Os moradores também foram treinados para atuar como guias turísticos, seguindo o exemplo dos programas de passeios nas favelas já existentes. Ultimamente, as favelas têm sido destaque em diversas formas de mídia, incluindo filmes e videogames. A representação das favelas pela mídia aumentou o interesse das pessoas pelas favelas como locais turísticos.

## Políticas públicas

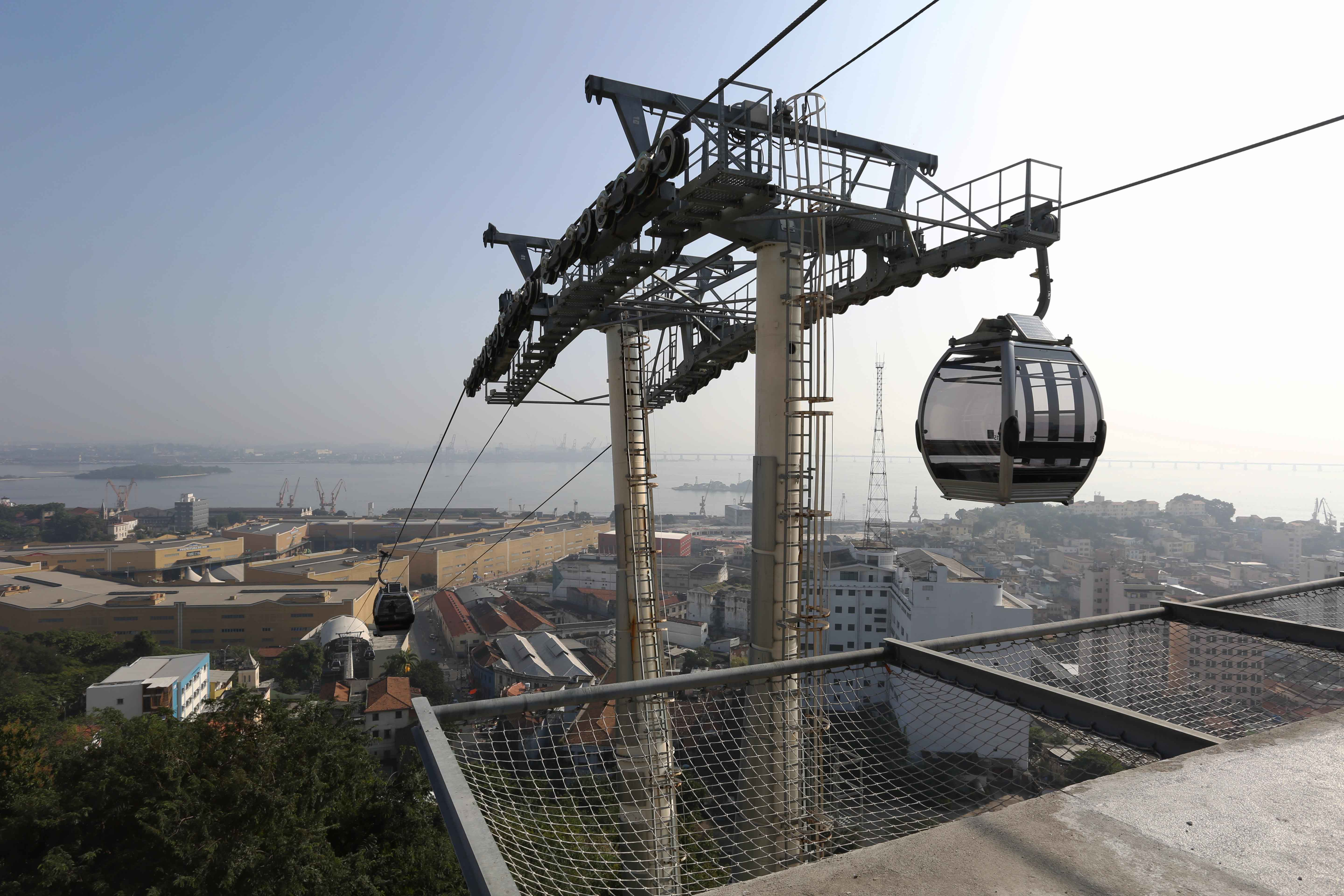
Gôndolas do Teleférico da Providência, no Rio de Janeiro, operando entre as estações Américo Brum e Gamboa.

As pessoas que vivem em favelas são conhecidos, pejorativamente, como "favelados". As favelas são associadas com a pobreza extrema e são vistas como o resultado da distribuição desigual da riqueza no país. O Brasil é um dos países economicamente mais desiguais do mundo, com 10% da sua população ganhando 50% da renda nacional e com cerca de 8,5% da população vivendo abaixo da linha da pobreza, segundo dados do governo. No século XX, o governo brasileiro tem feito várias tentativas para melhorar o problema nacional da pobreza urbana. Uma das maneiras encontradas foi a erradicação das favelas e desalojamento de seus moradores que ocorreram durante a década de 1970, enquanto o Brasil estava sob o governo militar. Estes programas de erradicação de favelas removeram à força mais de 100 mil pessoas e colocou-as em projetos de habitação pública ou de retorno para as áreas rurais das quais muitas emigraram.
Uma outra tentativa de lidar com a pobreza urbana veio por meio da gentrificação. O governo procurou atualizar as favelas e integrá-las às cidades com a recém-urbanizada classe média alta. À medida que essas "favelas atualizadas" tornaram-se mais estáveis, começaram a atrair os membros da classe média baixa, empurrando os antigos habitantes da favela para as ruas ou para fora do centro urbano e para os subúrbios mais distantes das oportunidades e do progresso econômico. Por exemplo: no Rio de Janeiro, a grande maioria da população sem-teto é negra, e parte disso pode ser atribuído à gentrificação das favelas e aos deslocamento das pessoas em extrema pobreza.
Algumas organizações (em geral não governamentais), promovem projetos nas favelas para a valorização da vida e da cultura da favela. Visam afastar os jovens do tráfico, o desenvolvimento de cooperativas, entre outros projetos beneficentes. O Governo Federal, através do PAC (Programa de Aceleração do Crescimento) destinou R$ 3,88 bilhões para regiões carentes do Rio de Janeiro.

### Remoção e urbanização de favelas

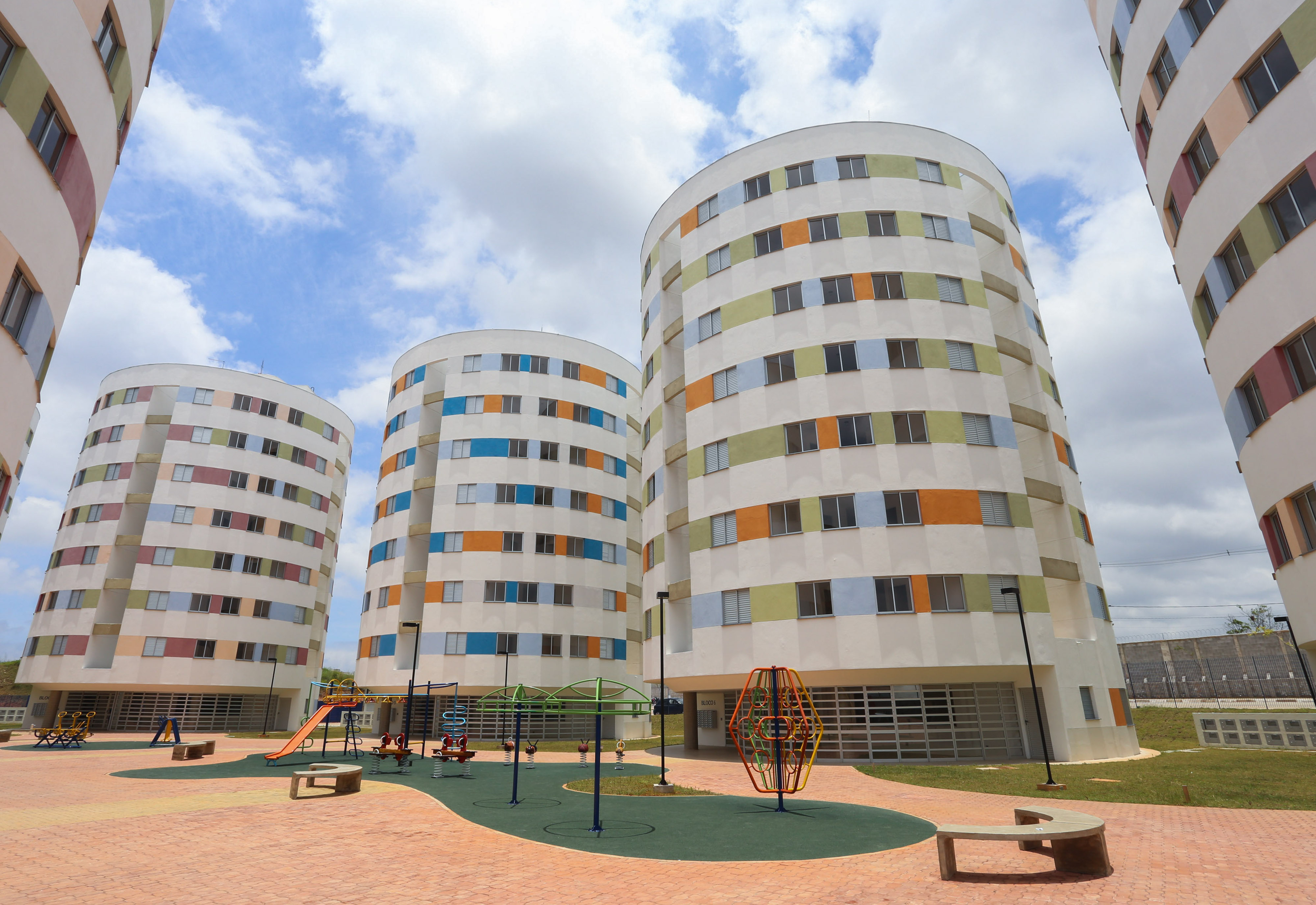
Conjunto habitacional na Cidade Nova Heliópolis, em São Paulo

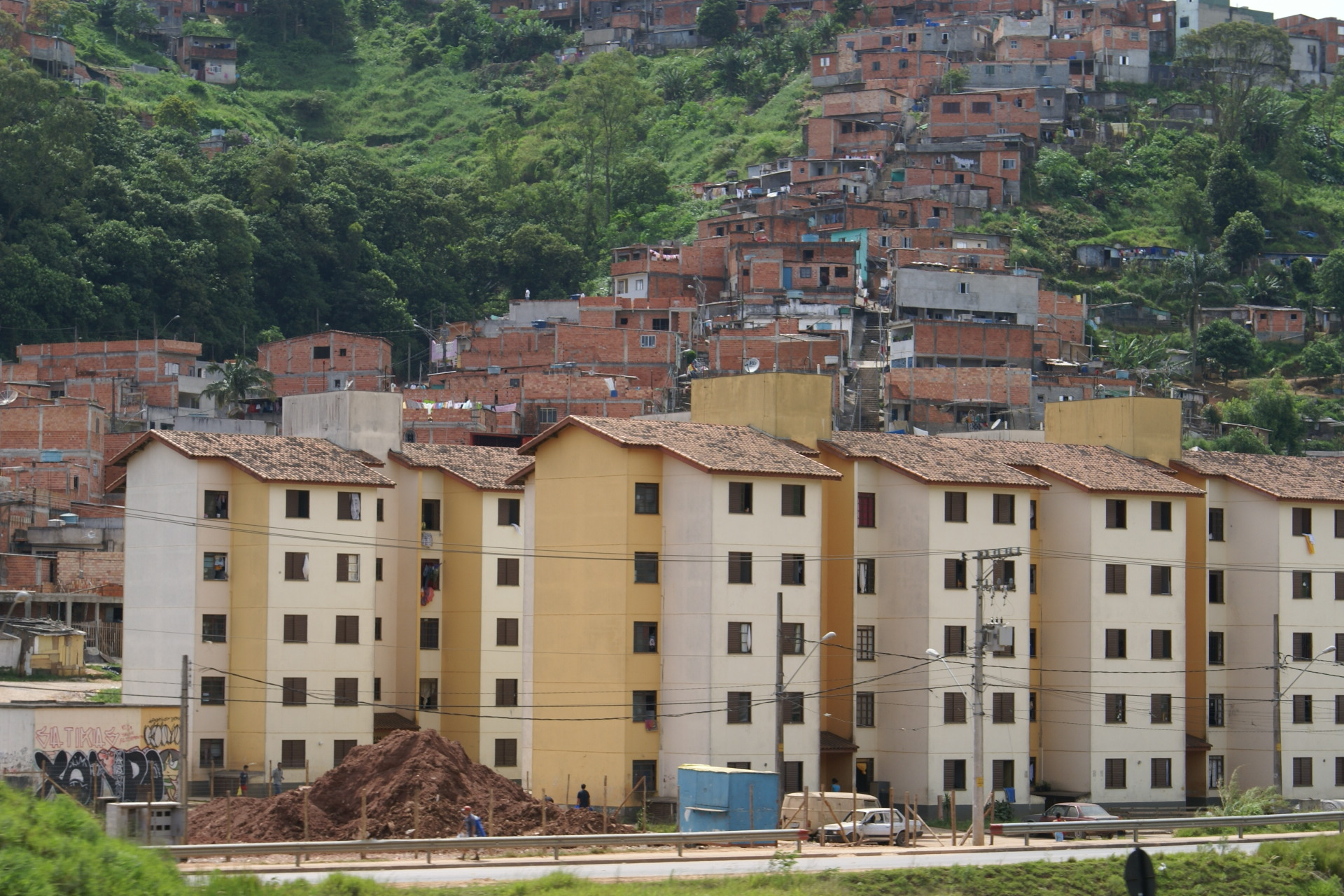
Um típico conjunto habitacional em São Bernardo do Campo, São Paulo, no local de uma antiga favela

Apesar de várias tentativas de eliminar as favelas das principais cidades do Brasil como Rio de Janeiro e São Paulo, a população pobre cresceu a um ritmo rápido, assim como as favelas modernas os abriga desde o final do século passado. Este é um fenômeno chamado de "favelização". Em 1950, apenas 7% da população do Rio de Janeiro vivia em favelas, hoje esse número cresceu para 22% dos habitantes da cidade.
A atual diminuição da proporção da população vivendo em de favelas pode, em alguns aspectos, ser creditada pelo fato de que a sua raiz inicial, ou seja, a migração rural-urbana, nos últimos anos tornou-se menos atraente, quando foram feitos investimentos em todo o território rural brasileiros, o que tem melhorado as condições de vida dos trabalhadores rurais.
Outros investimentos, como os de indústrias, infraestrutura, turismo e assistência social estão ajudando a espalhar a riqueza, e desenvolvendo  regiões historicamente subdesenvolvidas (como o Nordeste do Brasil) e reduzindo as razões para migrar para núcleos econômicos, como São Paulo e Rio de Janeiro. Tudo isso contribuiu para o rápido crescimento econômico que o Brasil vem experimentando nos últimos anos. As classes pobres estão entrando na classe média e da taxa de pobreza está em forte queda. Em outro exemplo de ação social ocorreu em Campo Grande, que foi a primeira capital do Brasil a eliminar todas as suas favelas.
Uma pesquisa realizada em 2011 em favelas na cidade do Rio de Janeiro que receberam uma Unidade de Polícia Pacificadora (UPP) mostram que 70% dos jovens entrevistados não querem deixar suas comunidades, pois esperam melhorias de infraestrutura e empregos por parte do governo.

## Cultura
As representações da mídia sobre as favelas também servem para espalhar o conhecimento sobre elas, contribuindo para o crescente interesse nelas como locais turísticos. Nos últimos anos, a cultura da favela ganhou popularidade como inspiração para a arte em outras partes do mundo, como pode ser visto em muitas pinturas, fotografias e reproduções de moradias nas favelas.

### Música
Os tipos populares de música nas favelas incluem funk, hip-hop e samba. Recentemente, o funk carioca, um tipo de música popularizada nas favelas, também se tornou popular em outras partes do mundo. Bailes funk são formas de festas dançantes que tocam esse tipo de música funk e foram popularizadas nas favelas. O popular artista de hip hop MV Bill é da Cidade de Deus, no Rio de Janeiro. O Favela Brass é uma escola de música gratuita criada no Rio de Janeiro que visa dar oportunidades às crianças por meio de apresentações musicais.

### Representação na imprensa
Em 26 de junho de 2002, Alberto Dines comentou no Observatório da Imprensa sobre a cobertura do jornalismo direcionado às favelas: 
Em 2018, uma das colaboradoras do jornal comunitário Voz das Comunidades (cidade do Rio), Melissa Canabrava, criticou os veículos de mídia do Brasil por só mostrarem a violência das favelas. Melissa Canabrava também criticou a cobertura da imprensa tradicional, na ocupação do Complexo do Alemão, em 2010.
Em dezembro de 2019, equipes de reportagens, com ajuda de moradores das favelas iniciaram uma pesquisa de nível nacional para mostrar como vivem os moradores dentro dessas localidades. Os resultados foram reportados no Fantástico, da Rede Globo, e em formato de podcast, no G1.